# Listă de comunități desemnate pentru recensământ din statul Mississippi
Prezenta pagină este o listă alfabetică a loc dedesemnat pentru recenzare din statul  Mississippi,  Statele Unite ale Americii.

 †  Reședință de comitat 

 ††  Capitalele statelor și Reședințele comitatelor
- Vedeți statul Mississippi

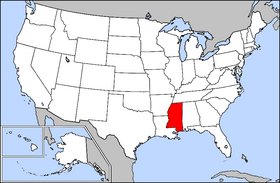
Harta statului în cadrul
hărții SUA

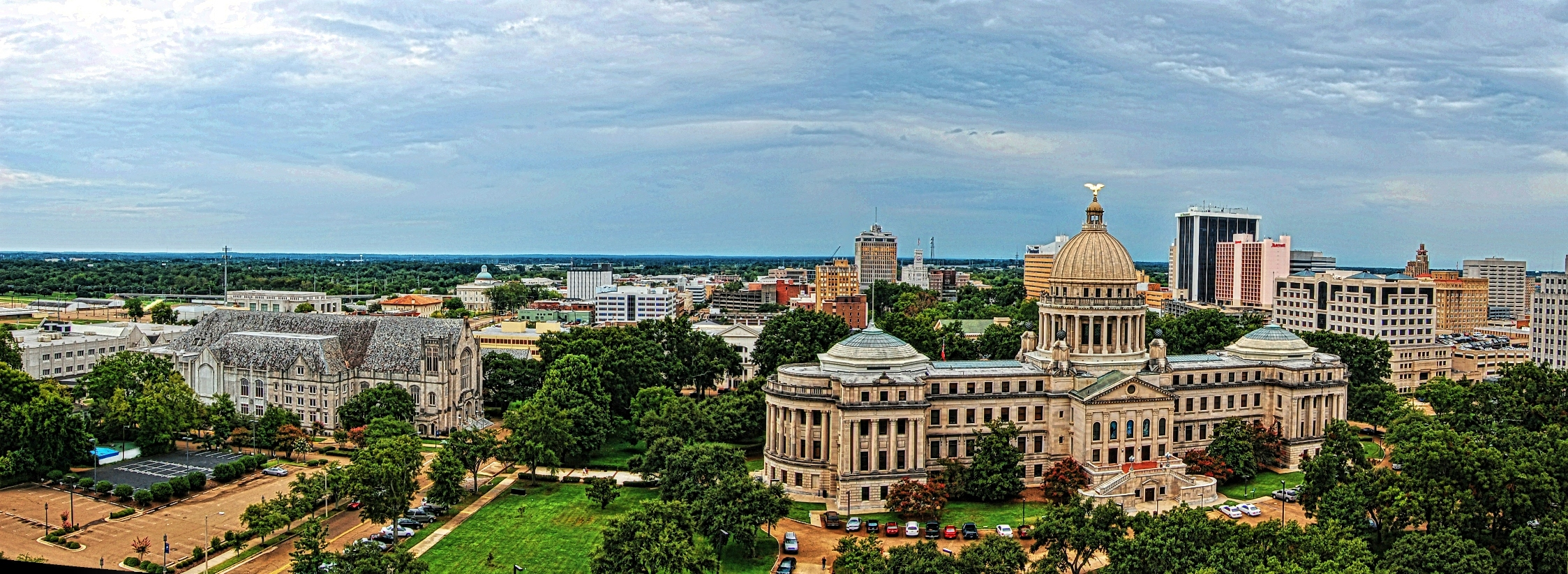
Jackson

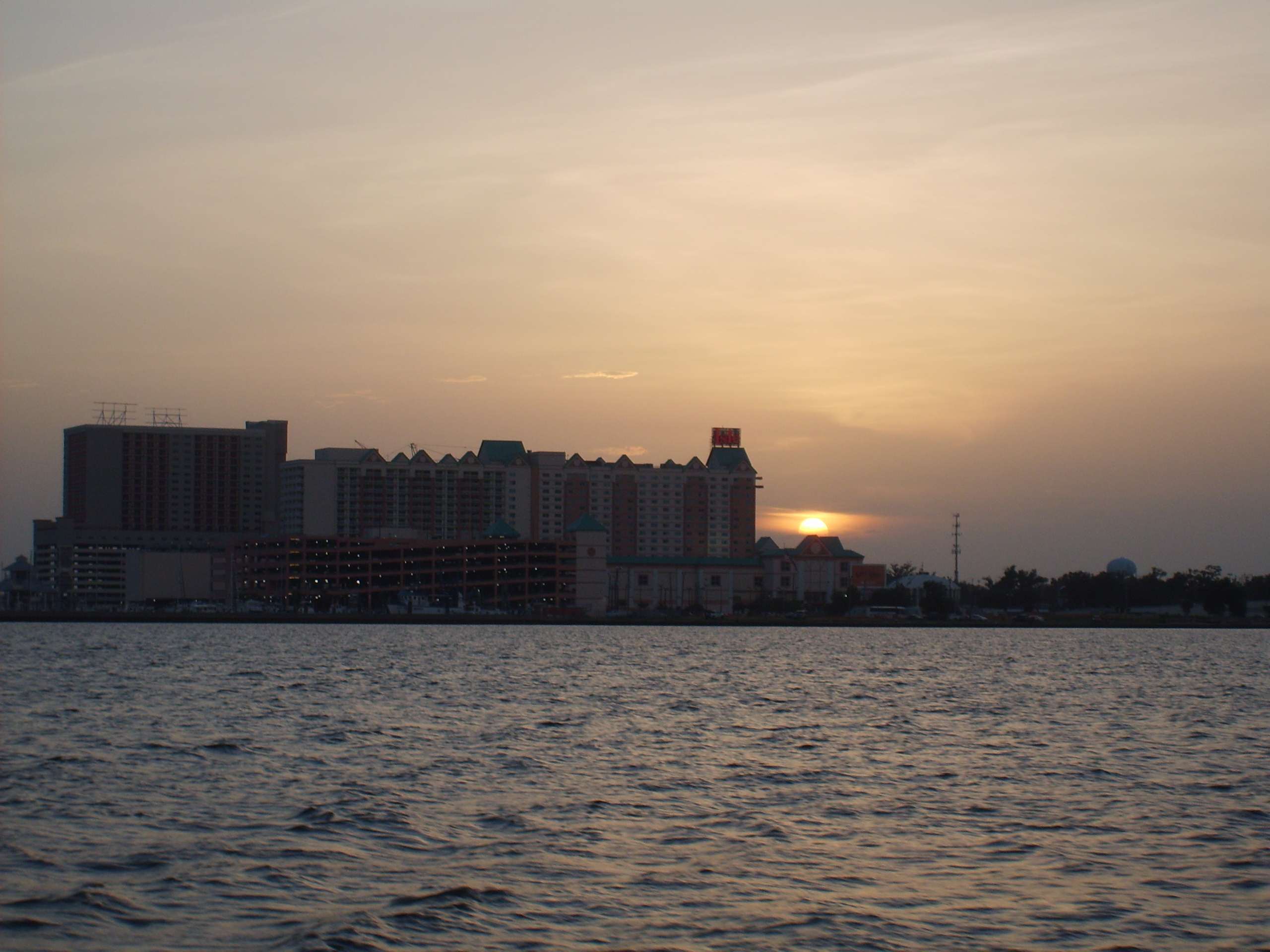
Biloxi

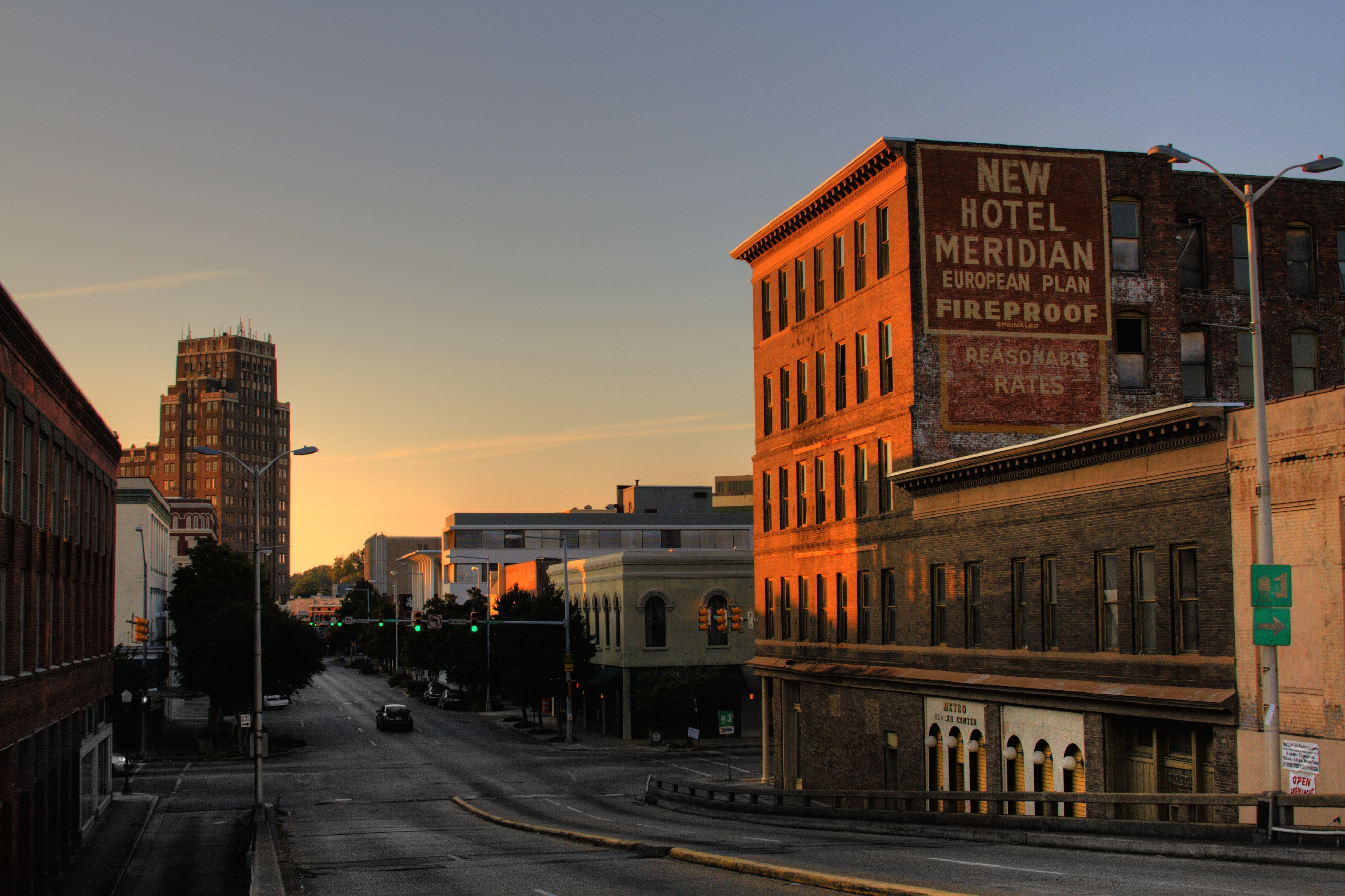
Meridian

- Vedeți Listă de comitate din statul Mississippi
- Vedeți Listă de orașe din statul Mississippi
- Vedeți Listă de târguri din statul Mississippi
- Vedeți Listă de sate din statul Mississippi
- Vedeți Listă de comunități neîncorporate din statul Mississippi
- Vedeți Listă de comunități desemnate pentru recensământ din statul Mississippi
- Vedeți Listă de localități dispărute din statul Mississippi

Statul Mississippi nu are ca subdiviziuni teritoriale de ordin trei,
- districte
- rezervații amerindiene și
- zone de teritoriu neorganizat.

## Comunități desemnate pentru recensământ din statul Mississippi
Datele demografice sunt bazate pe estimări ale anului 2012.

### C
- Cloverdale, comitatul Adams

### M
- Morgantown, comitatul Adams

## Legături interne
- Vedeți statul Mississippi
- Vedeți Listă de comitate din statul Mississippi
- Vedeți Listă de orașe din statul Mississippi
- Vedeți Listă de târguri din statul Mississippi
- Vedeți Listă de sate din statul Mississippi
- Vedeți Listă de comunități neîncorporate din statul Mississippi
- Vedeți Listă de comunități desemnate pentru recensământ din statul Mississippi
- Vedeți Listă de localități dispărute din statul Mississippi

Statul Mississippi nu are ca subdiviziuni teritoriale de ordin trei,
- districte
- rezervații amerindiene și
- zone de teritoriu neorganizat.

## Alte legături interne
- Categorie:Liste de comitate din Statele Unite ale Americii după stat
- Categorie:Liste de orașe din Statele Unite după stat
- Categorie:Liste de târguri din Statele Unite după stat
- Categorie:Liste de districte civile din Statele Unite după stat
- Categorie:Liste de sate din Statele Unite după stat
- Categorie:Liste de comunități neîncorporate din Statele Unite după stat
- Categorie:Liste de localități dispărute din Statele Unite după stat
- Categorie:Liste de comunități desemnate pentru recensământ din Statele Unite după stat
- Categorie:Liste de rezervații amerindiene din Statele Unite după stat
- Categorie:Liste de zone de teritoriu neorganizat din Statele Unite după stat